# Caseggiato della Cisterna
Il Caseggiato della Cisterna (I, XII, 4)  è un edificio che si trova nella Regio I della città romana di Ostia.

## Descrizione
L'edificio confina a sud con un caseggiato (I,XII,5), ad ovest con le Terme del Foro (I,XII,6) e il foro della Statua Eroica (I,XII,2), a nord un'esedra decorativa sul decumano massimo (I,XII,3), e ad est con la via Semita dei Cippi. Il caseggiato comprende resti di epoca adrianea di incerta funzione, uno stabilimento artigianale per la produzione del pane, e una cisterna pubblica.
I resti adrianei sono costituiti da un cortile porticato ad arcate, una fila di taberne con ingresso sulla via Semita dei Cippi, e una sala ottagonale con nicchie, in origine con ipocausto utilizzato per riscaldare le acque termali, che forse era il vestibolo delle terme sulle quali venne costruito il contiguo Foro della Statua Eroica. Il panificio presenta vasche, forni e un'area pavimentata in basolato, in parte occupata dalla vicina esedra. Nella parte meridionale si trova una grande cisterna pubblica su due livelli, con una ruota per il sollevamento dell'acqua, e probabilmente alimentata dall'acquedotto.